# Піски морські та озерні
Піски морські та озерні (рос. пески морские и озерные, англ. beach (marine) and bank sands, sea and lake sands; нім. Meeres-und-Seesande m pl) — піски відносно однорідні, добре обкатані, з гладкою поверхнею зерен.
На території України основною базою по видобутку морського піску є мис Фіолент в Криму.
Сфери застосування морського піску: дренажі і суміші в будівництві, наповнювачі, товарні бетони. Його застосовують при монтажних, штукатурних, декоративних і ландшафтних роботах. Крім того, у будівельній галузі його також використовують для виробництва тротуарної плитки, рідше — в дорожніх роботах.
Поширене застосування морського піску в медицині — розігрітий морський пісок використовується для лікування радикуліту, запалення і невритів. Така методика носить назву псамотерапія. Застосування піску великих озер — аналогічне.